# Leptotes theonus
Leptotes theonus är en fjärilsart som beskrevs av Lucas 1856. Leptotes theonus ingår i släktet Leptotes och familjen juvelvingar. Inga underarter finns listade i Catalogue of Life.